# Herennius Etruscus
Herennius Etruscus (tiếng Latinh: Quintus Herennius Etruscus Messius Decius Augustus; 227 – 251), là Hoàng đế La Mã vào năm 251 và là đồng hoàng đế với cha mình Decius. Ngoài ra hoàng đế Hostilianus chính là em trai của ông.
Herennius được sinh ra gần Sirmium ở Pannonia (nay là Sremska Mitrovica, Serbia) trong thời kỳ cha ông đang giữ nhiều trọng trách quân sự tại triều. Mẹ ông là Herennia Cupressenia Etruscilla, một phụ nữ xuất thân từ gia đình Nguyên lão nghị viên có vai vế trong triều. Herennius có quan hệ thân mật với cha mình và từng tháp tùng ông từ hồi còn làm bảo dân quan quân sự vào năm 248, rồi khi Decius được hoàng đế Marcus Julius Philippus bổ nhiệm làm tướng để đối phó với cuộc nổi dậy của Pacatianus ở phòng tuyến sông Danube. Decius đã thành công trong việc đánh bại kẻ tiếm ngôi này và cảm thấy tự tin để bắt đầu một cuộc nổi loạn của riêng mình vào năm sau. Được đám binh sĩ tôn phò làm hoàng đế, Decius tiến quân vào Ý và đánh bại Philip gần khu vực ngày nay là Verona. Trong khi đó tại Roma, Herennius chính thức tuyên bố thừa kế ngôi vị và tiếp nhận danh hiệu Princeps Iuventutis (tiểu hoàng tử).
Kể từ lúc Herennius lên ngôi, các bộ tộc người Goth đã tiến hành đột kích qua tuyến biên giới sông Donau và các tỉnh Moesia và Dacia. Vào đầu năm 251, Decius phong Herennius là Augustus và lập ông làm đồng hoàng đế. Ngoài ra, Herennius được chọn là một trong những chấp chính quan của năm. Hai cha con giờ đây đều đồng trị vì, sau đó lao vào một cuộc viễn chinh chống lại vua Cniva của người Goth để trừng phạt những kẻ xâm lược vì tội xâm phạm cương thổ của Đế quốc La Mã. Hostilianus thì để ở lại Roma và hoàng hậu Herennia Etruscilla đóng vai trò nhiếp chính. Cniva và quân của ông đã trở về vùng đất của họ với những chiến lợi phẩm thu được khi giao tranh với quân La Mã. Nhằm thể hiện một chiến thuật quân sự rất phức tạp, Cniva chia quân của ông thành nhiều toán nhỏ hơn và dễ quản lý hơn rồi bắt đầu đẩy lùi quân La Mã vào một cái đầm lầy chật hẹp. Đôi lúc trong hai tuần đầu tiên của tháng 6, quân đội hai bên đều tham chiến trong trận Abrittus. Kết quả là Herennius tử trận dưới làn mưa tên của quân thù. Decius thì may mắn sống sót sau cuộc đối đầu ban đầu và chỉ bị giết chết cùng đám tàn quân trước khi kết thúc một ngày. Herennius và Decius là hai vị hoàng đế đầu tiên tử trận khi giao chiến với quân ngoại tộc.
Với những tin tức về cái chết của các vị hoàng đế, quân đội liền suy tôn Trebonianus Gallus làm hoàng đế nhưng ở Roma thì Hostilianus lại được kế thừa ngôi vị hoàng đế hợp pháp từ cha và anh, rồi chính Hostilianus cũng chết ngay sau đó trong một đợt bùng phát bệnh dịch hạch.